# Wolf von Kreytzen
Wolf von Kreytzen, auch Wolff oder Wolfgang sowie Kreytz oder Creytzen (* 8. Oktober 1598 in Groß Peisten, Kreis  Preußisch Eylau, Ostpreußen; † 14. Mai 1672 in Königsberg) war ein Obermarschall im Herzogtum Preußen.

## Leben

### Herkunft und Familie
Wolf von Creytzen war Angehöriger der preußischen Linie Groß Peisten des Adelsgeschlechts von Creytzen. Seine Eltern waren der preußische Hof- und Hofgerichtsrat, Gesandte und Hauptmann zu Brandenburg sowie Erbherr auf Groß Peisten, Sillginnen, Finken, Achthuben und Hanshagen, Albrecht von Creytzen (1562– ca. 1612) und der Helena, geborene von Borck (1565– nach 1633). Er vermählte sich in erster Ehe 1625 mit Dorothea von Eylenburg (1608–1648) und in zweiter Ehe 1649 mit Euphrosyna Truchsess von Waldburg (1619–1668). Aus beiden Ehen sind insgesamt 19 Kinder geboren. Die Linie ist 1815 respektive 1852 erloschen.

### Werdegang
Kreytzen war brandenburg-preußischer Rat. Er wurde 1642 Hauptmann zu Barthen, wechselte in gleicher Funktion 1645 nach Oletzko und 1653 noch einmal nach Brandenburg am Frischem Haff. 1657 wurde er Oberrat und Obermarschall. Er soll vormals ebenfalls Oberst und Hauptmann zu Tilsit und Schaacken gewesen sein.
Kreytzen war auch Landrat sowie Erbherr auf Groß Peisten, Sillginnen, Finken, Achthuben, Abbarten und Albrechtsdorf.